# West Maas en Waal
Pour les articles homonymes, voir Waal (homonymie).
West Maas en Waal est une commune néerlandaise, en province de Gueldre.
Située entre la Meuse et le Waal, la commune de West Maas en Waal a été créée le 1er janvier 1984 par la fusion des communes d'Appeltern, Dreumel et Wamel.

## Politique et administration

### Liste des bourgmestres successifs
| Portrait                                                         | Identité                                                     | Période       | Période       | Durée           | Étiquette                |
| Portrait                                                         | Identité                                                     | Début         | Fin           | Durée           | Étiquette                |
| ---------------------------------------------------------------- | ------------------------------------------------------------ | ------------- | ------------- | --------------- | ------------------------ |
| Pas de portrait sous licence libre disponible pour Henk Pröpper. | Henk Pröpper (d) (1931 - 2022)                               | 1984          | 1991          | 7 ans           | Appel chrétien-démocrate |
| Pas de portrait sous licence libre disponible pour Toon Maas.    | Toon Maas (d) (1937 - 2018)                                  | 1991          | 1999          | 8 ans           | Appel chrétien-démocrate |
| Thomas Steenkamp                                                 | Thomas Steenkamp (d) (né en 1955)                            | 1999          | juin 2017     | 18 ans          | Appel chrétien-démocrate |
| Corry van Rhee-Oud Ammerveld                                     | Par intérim : Corry van Rhee-Oud Ammerveld (d) (née en 1956) | juin 2017     | novembre 2017 | 5 mois          | Parti travailliste       |
| Vincent van Neerbos                                              | Vincent van Neerbos (d) (né en 1981)                         | décembre 2017 | En cours      | 7 ans et 3 mois | Parti travailliste       |